# Широкорадюк, Станислав Евгеньевич
Станисла́в Евге́ньевич Широкорадю́к (укр. Станіслав Євгенович Широкорадюк; род. 23 июня 1956, Корначовка, Ярмолинецкий район, Хмельницкая область, УССР, СССР) — католический прелат, римо-католической епископ Одессы-Симферополя с центром (кафедрой) в Одессе. Член монашеского ордена францисканцев.

## Биография
Сын Евгения и Марии Широкорадюков. В 1971—1973 годах учился в железнодорожном среднем техническом училище в Здолбунове. В 1973—1974 годах работал на железной дороге. В 1974—1976 годах служил в Советской армии (ВДВ). В 1977—1979 годах работал на заводе в Полонном (Украина) и в Риге (Латвия).
4 июня 1984 года был рукоположен в сан священника. В 1988 году принёс вечные монашеские обеты.
26 ноября 1994 года Римский папа Иоанн Павел II назначил Станислава Широкорадюка вспомогательным епископом киевско-житомирской епархии и титулярным епископом Суристы. 6 января 1995 года в Риме в соборе Святого Петра состоялось рукоположение Станислава Широкорадюка в епископа, которое совершил Иоанн Павел II в сослужении с кардиналами Джованни Баттистой Ре и Хорхе Марией Мехиа. 24 июля 2012 года был назначен апостольским администратором Луцка.
12 апреля 2014 года Римский папа Франциск назначил Станислава Широкорадюка епископом харьковским и запорожским. С 2 февраля 2019 года совмещал должности епископа-коадъютора Одессы-Симферополя и апостольского администратора Харькова-Запорожья.
18 февраля 2020 года Папа Франциск принял отречение от должности ординария Одесско-Симферопольской диецезии в Украине Бронислава Бернацкого, а его преемником в этом служении стал епископ Станислав Широкорадюк, прежний коадъютор епархии. Инаугурация епископа Станислава Широкородюка состоялась 25 февраля 2020 года в Одесском римо-католическом кафедральном соборе Одесско-Симферопольской диецезии.